# 2007년 코파 아메리카 선수 명단
다음은 2007년 코파 아메리카의 선수 명단이다.